# Andreu Hernández i Basilis
Andreu Hernández i Basilis (Maó, 1744 - Maó, 24 d'abril de 1817) va ser un apotecari i botànic menorquí.
Fou un dels primers i el més important naturalista menorquí que aparegueren a les darreres dècades del segle xviii, el qual l'any 1783 fou escollit per formar part del primer grup de corresponsals del Reial Jardí Botànic de Madrid. Sembla que creà a Maó un petit jardí botànic i que compongué, a partir de les seves herboritzacions, una Flora menorquina, que romangué inèdita i que, ampliada pel seu fill Rafael Hernández i Mercadal, fou publicada pòstumament l'any 1886. S'interessà també per la química i deixà inèdit un treball sobre els Espíritus ácidos minerales dulcificados. Juntament amb altres membres de burgesia il·lustrada de Maó, com els germans Pere i Joan Ramis i Ramis, Joan Roig o Joan Roca i Vinent, fou un dels membres fundadors de la Societat Maonesa l'abril de 1778, durant el període de Menorca sota domini britànic, on es tractaven temes preferentment feien referència a les ciències naturals i a les ciències humanes.